# Thanh Vân, Tam Dương
Thanh Vân là một xã thuộc huyện Tam Dương, tỉnh Vĩnh Phúc, Việt Nam.
Xã có diện tích 9,15 km², dân số năm 1999 là 5.675 người, mật độ dân số đạt 620 người/km².